# Договор Умара
Договор Умара (араб. العهدة العمرية‎) — договор между халифом Умаром ибн аль-Хаттабом и представителями христианского населения Иерусалима.

## История

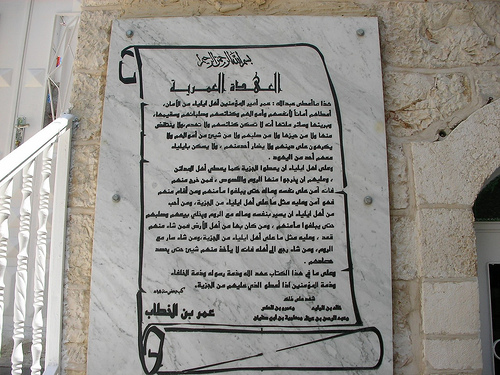
Мемориальная доска с договором во дворе мечети Омара в Иерусалиме

Когда мусульмане в 638 году завоевали Иерусалим, халиф Умар ибн аль-Хаттаб заключил с его жителями договор, в котором гарантировал безопасность их храмов и имущества и согласился с условием  патриарха Софрония, чтобы ни один из иудеев не жил в этом городе.
Договор Умара стал считаться одним из важнейших документов в истории Иерусалима и Палестины.
Ниже приводится текст этого договора:

«С именем Аллаха Милостивого, Милосердного,
Это гарантия безопасности раба Аллаха, Умара, повелителя правоверных, жителям Иерусалима.
Гарантия безопасности им самим, их имуществу, их храмам и крестам, больным, исцелившимся и остальным людям… Их храмы не будут заняты и не будут разрушены, и не будет отнято ничего ни из их владений, ни из крестов, ни из имущества (храмов), христиан не станут презирать за их религию, и ни одному из них не будет причинён вред, и ни один из иудеев не будет жить с ними в Иерусалиме.
Жителям Иерусалима надлежит платить джизью (налог) подобно тому, как её выплачивают жители других городов. Они должны изгнать из города византийцев и воров. Изгнанному из их числа гарантируется сохранность жизни и имущества, пока он не достигнет безопасного места. А если кто-либо из них останется, то ему надлежит платить джизью, подобно остальным жителям Иерусалима. И если кто-либо из жителей Иерусалима пожелает отправиться со своим имуществом вслед за византийцами, оставив свои церкви и кресты, то ему гарантируется сохранность жизни, церквей и крестов, пока он не достигнет безопасного места. А тому из них, кто останется, надлежит платить джизью, подобно прочим жителям Иерусалима. Кто пожелает, уйдёт вместе с византийцами. А кто пожелает, вернется к своей семье, и с него ничего не будет взято, пока он не соберет свой урожай.
И на том, что содержится в этом договоре с выплачивающими джизью, — обещание Аллаха, покровительство Его посланника, халифов и верующих.
Записано и представлено в 15-й год хиджры.
В этом свидетельствуют: Халид ибн аль-Валид, ‘Абд ар-Рахман бин ‘Ауф, ‘Амр ибн аль-‘Ас и Му‘авия ибн Абу Суфьян».

## Критика
Арабист Н. А. Медников в своей работе «Палестина от завоевания её арабами до крестовых походов по арабским источникам» поставил под сомнение достоверность «Договора Умара», выражая сомнения в его подлинности. Он указывает на несоответствия и анахронизмы в тексте, которые ставят под вопрос его историческую достоверность.
В частности, Медников отмечает, что некоторые термины и фразы, использованные в документе, не соответствуют историческому периоду, к которому он относится. Кроме того, он обращает внимание на стилистические особенности текста, не характерные для документов того времени.
Таким образом, автор приходит к выводу, что данный документ, вероятно, является позднейшей подделкой или содержит значительные искажения .